# Schloss Strössendorf
Koordinaten: 50° 8′ 21,3″ N, 11° 13′ 20″ O

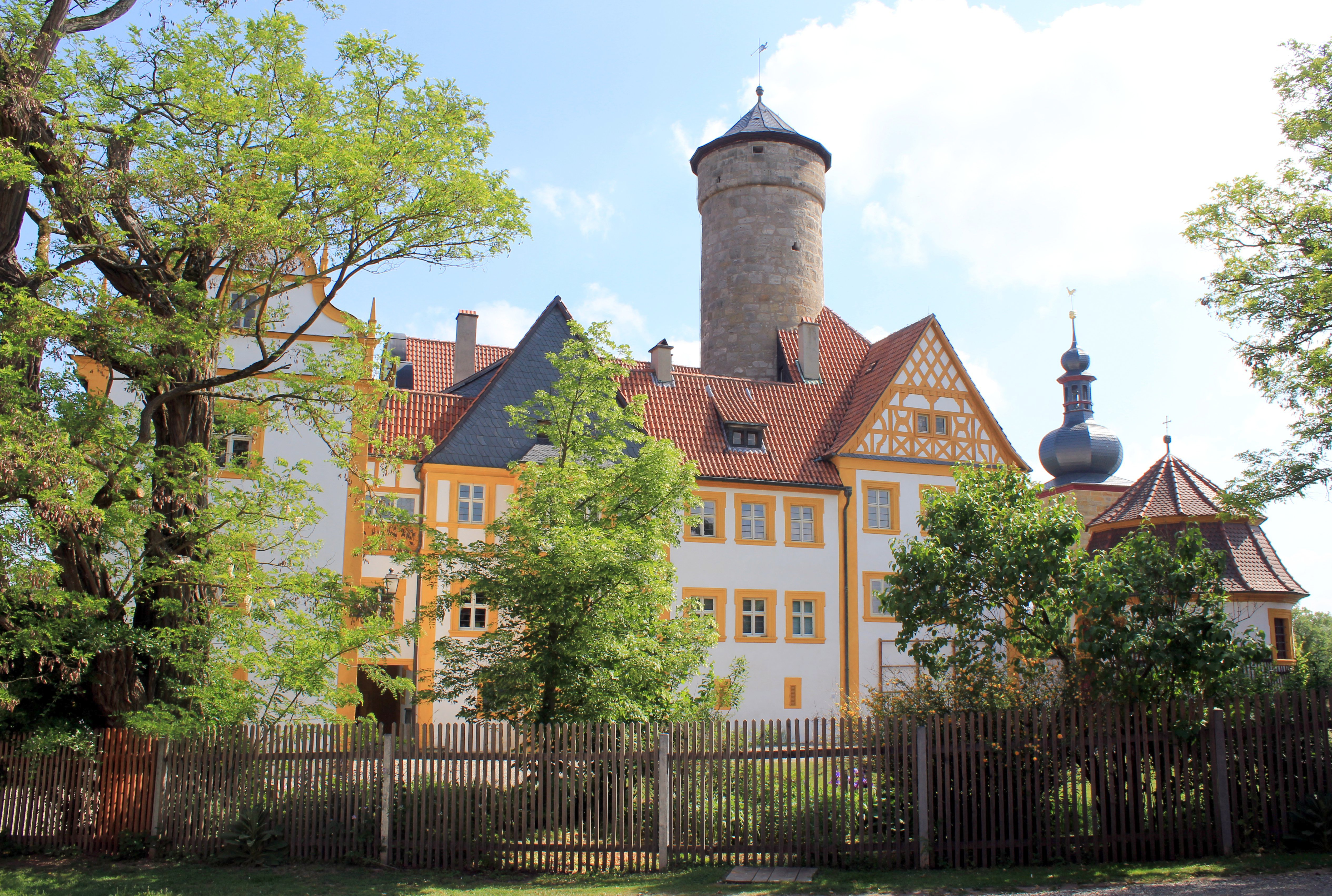
Blick auf den Südwestflügel des Schloss Strössendorf; gut zu Erkennen der Bergfried im Hintergrund

Schloss Strössendorf ist ein Schloss im Altenkunstadter Stadtteil Strössendorf. Es ist ganzjährig bewohnt, im Besitz der Familie von Seckendorff und kann nicht besichtigt werden. Als geschütztes Baudenkmal wird das Schloss vom Bayerischen Landesamt für Denkmalpflege unter der Denkmalnummer D-4-78-111-81 geführt. Aufgrund archäologischer Befunde im Bereich des Schlosses, die in Zusammenhang mit dem mittelalterlichen Kern des Gebäudes stehen, stellt die Anlage als Ganzes zudem ein Bodendenkmal mit der Nummer D-4-5833-0151 dar. Südwestlich schließt an das Gebäudeensemble des Schlosses die Schlosskirche St. Katharina und der Schlosspark mit ehemaligen Stallungen an.

## Nutzungsgeschichte

### 12. Jahrhundert bis 1408
An der Stelle des heutigen Schlosses stand ursprünglich vermutlich eine Grenzbefestigung Karls des Großen gegen die Slawen.
Der Erbauer und Eigentümer des ältesten noch erhaltenen Teils des Schlosses, Rudolf von Widence (Weidnitz), verkaufte es um 1180 an das Kloster Langheim. Im Jahr 1301 erwarb Gundeloch Marschalk von Kunstadt das Schloss vom Kloster Langheim als Geschenk für seine Frau Plantscha. Nach Gundelochs Tod (letztmals 1310 urkundlich erwähnt) besaß das Schloss zunächst vermutlich sein Neffe Friedrich II. von Kunstadt, danach sein kinderloser Sohn Friedrich III., der es an Friedrich IV. weitergab, einen Enkel Gundelochs. Wahrscheinlich ist jedoch, dass mehrere Familienmitglieder und Linien gleichzeitig Besitzanteile am Schloss hatten. So verkaufte 1335 die Witwe Wolframs von Redwitz ihren Besitz zu Strössendorf für 222 Pfund Heller an das Kloster Langheim. Im Jahr 1350 hatten auch die Brüder Eyring und Theoderich von Redwitz Besitz in Strössendorf, den sie mit dem Kloster Langheim tauschten. 1352 verkaufte Eyring sein halbes Lehen, das er zusammen mit seiner Frau und seinem Bruder Arnold innehatte, für 50 Heller an das Kloster.
Die Marschalks, die trotz der unklaren Besitzverhältnisse in der damaligen Zeit als Hauptbesitzer und Inhaber der Burg angesehen werden können, bauten das Schloss in der zweiten Hälfte des 14. Jahrhunderts aus und erweiterten es. Im Zuge dieser Baumaßnahmen wurde die Kemenate nach Nordosten verlängert und der Bergfried in seiner heutigen Form mit 1,50 m starken Sandsteinmauern errichtet. Gesichert ist der Besitz des Schlosses 1403 durch Wolfram IV. von Kunstadt, den Sohn Friedrichs IV. Bis zu seinem Tode im Jahr 1405 hatte er das Schloss seit den 1380er Jahren dem Markgrafen Friedrich III. von Meißen und dessen Nachfolger Wilhelm I. von Meißen zum Lehen gegeben. Nach seinem Tod stiftete seine Frau gemäß seinem Testament für sein Seelenheil Teile des Schlosses unter Auflagen dem Kloster Langheim. Bei Nichterfüllung der Auflagen sollten die Einnahmen daraus der von Wolfram IV. und seiner Frau gestifteten Strössendorfer Pfarrei überlassen werden. Über die Art der Auflagen und ob sie erfüllt wurden, ist nichts bekannt.

### 1408 bis 1858

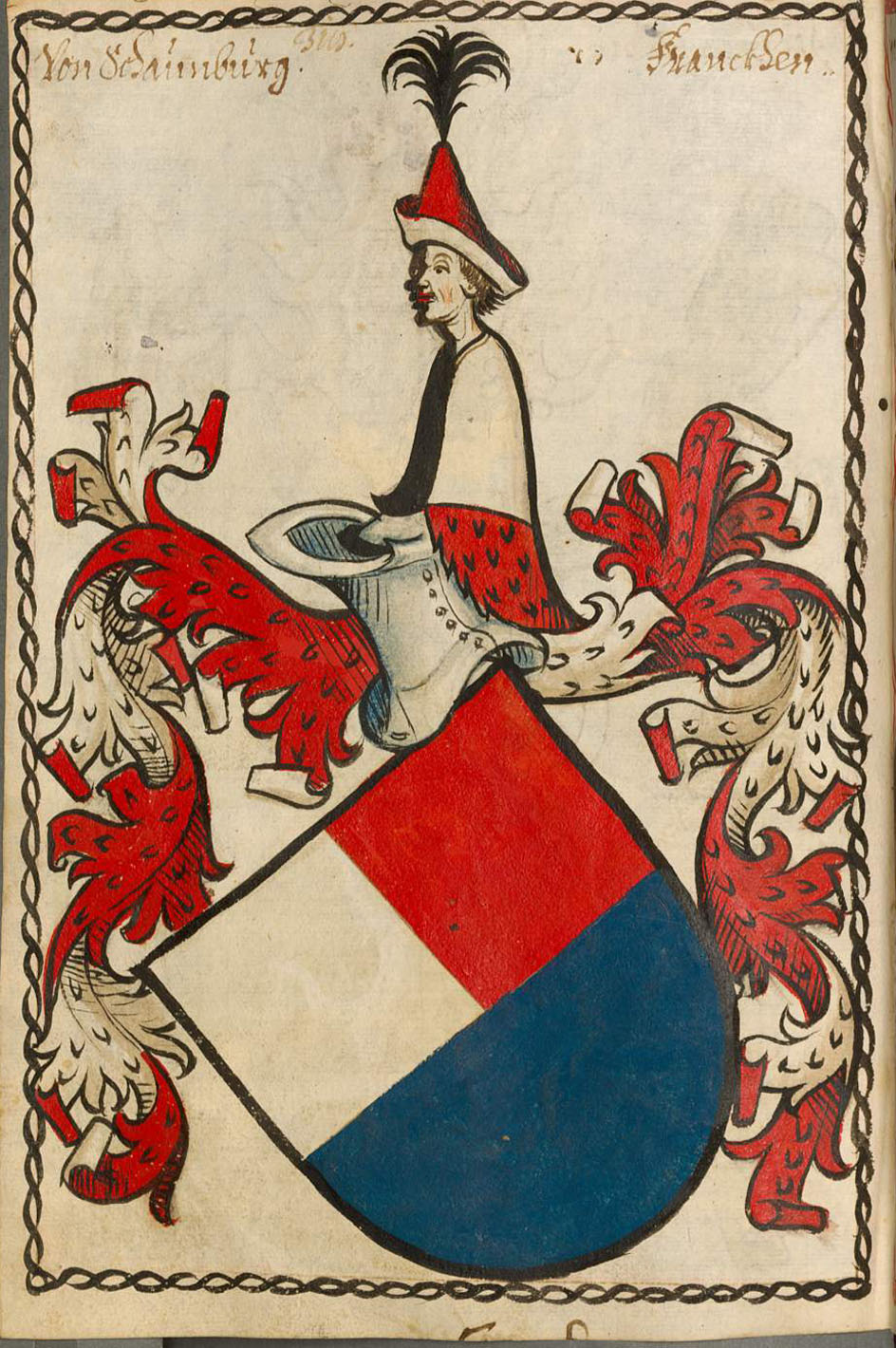
Wappen derer von Schaumberg

Kurz bevor 1408 Plantscha, die Witwe Wolframs IV., des letzten Marschalks von Kunstadt, kinderlos starb, verkaufte sie das freie Eigen am Schloss und den dazugehörenden Besitz ihrem Schwager Heintz, Heinz oder Heinrich von Schaumberg. Zum Schloss Strössendorf gehörten damals unter anderem Liegenschaften in Burgkunstadt, Weidnitz, Ebneth, Ober- und Unterlangenstadt, Nagel, Küps, Baiersdorf, Trainau, Theisau, Reuth und Tüschnitz. Unmittelbar nach dem Tod Wolframs IV. übertrug sie ihrem Schwager Heinz Land zu Trainau, Mannsgereuth, Tiefenklein und Burgkunstadt. Unter Heinz von Schaumberg wurde das Schloss mit dem südöstlichen und dem nordwestlichen Flügel erweitert. Ebenfalls im 15. Jahrhundert entstand der Wehrturm in der Südecke der Schlossanlage, der jedoch nicht an den Hauptbau angeschlossen wurde und isoliert steht.
Nach dem Tod des kinderlosen Heinz von Schaumberg vermutlich im September oder Oktober 1419 ging das Schloss zusammen mit Besitz in Traustadt, Lisberg, Hof an der Steinach und Nagel in den Besitz seines Cousins Michael I. von Schaumberg über. Am Tag der Übernahme, dem 5. Oktober 1419, trug er dem Nürnberger Burggrafen Johann III. von Nürnberg den freieigenen Teil des Schlosses zum Lehen auf. Da nun zwei Lehensherren über das Schloss und seine Zugehörungen verfügten, Hochstift Bamberg durch das Kloster Langheim und der Nürnberger Burggraf, hatte das Schloss damals vermutlich zwei Kemenaten. Der Bamberger Anteil wurde 1422 den Brüdern Michael und Georg von Schaumberg zum Lehen gegeben. In den Hussitenkriegen im Jahr 1430 wurde das Schloss wahrscheinlich zum ersten Mal schwer beschädigt oder zerstört. Der damalige Hausherr Michael hatte am Konzil von Konstanz und an dem darauffolgenden Vergeltungskrieg teilgenommen, deshalb war das Schloss einige Jahre unbewacht. Nach dem Tod Michaels im Jahr 1454 erhielten seine Söhne das Schloss. Bereits im Jahr 1464 war jedoch ein Teil im Besitz von Georgs Enkel Veit. Veit und sein Bruder trugen 1469 ihren Teil des Schlosses dem Bischof von Bamberg und dem Markgraf von Brandenburg-Bayreuth zum Lehen an. 1487 wurde beurkundet, dass der Bamberger Bischof Lehen an die Schaumberg zu Strössendorf so lange geben wollte, wie es männliche Schaumberg gab; danach sollten sie die weiblichen Familienmitglieder erhalten.
Der Besitz von Veit und seines Bruders ging 1497 an Wolf von Schaumberg, einen Sohn eines der beiden über. Dieser erwarb im Jahr 1514 von seinem Onkel Konrad, dem letzten männlichen Abkömmling des 1454 verstorbenen Michael I. dessen Anteil am Schloss und wurde damit Alleinbesitzer. Lehensherren blieben dennoch das Hochstift Bamberg und der Markgraf.

#### Bauernkrieg und Wiederaufbau

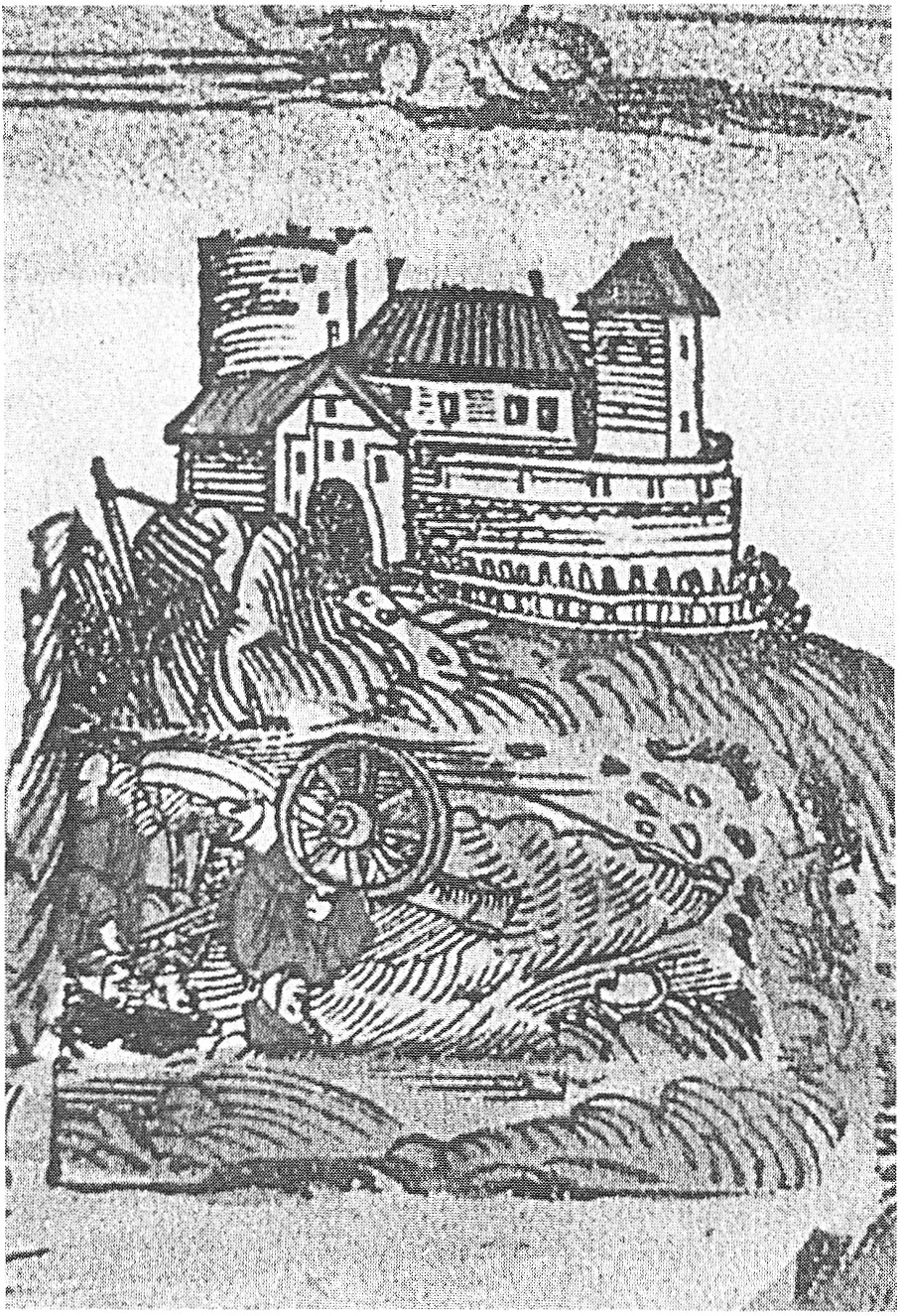
Die Zerstörung des Schlosses Strössendorf im Bauernkrieg 1525 (Holzschnitt)

Als der Bauernkrieg 1525 ausbrach, war Wolf von Schaumberg bereits mehrere Jahre Amtmann von Lichtenfels. Er hielt sich daher überwiegend auf dem bischöflichen Amtssitz auf dem Knopsberg in Lichtenfels auf (heutiges Lichtenfelser Schloss). Als am Karfreitag 1525 Lichtenfels in Aufruhr war, nötigten die Aufständischen ihm das Versprechen ab, zu ihnen zu halten.  Hans Steudlein, der Anführer des Bauernaufstandes im Gebiet des heutigen, östlichen Landkreises Lichtenfels, war vermutlich über dieses Abkommen informiert, so dass er nur seinen Hauptmann Hans Kälblein zusammen mit Aufständischen aus Marktzeuln und Marktgraitz dorthin schickte. Da der Schlossherr wegen des Paktes mit den Lichtenfelsern abwesend war, konnte Kälblein ohne Widerstand in das Schloss eindringen. Er und seine Mannschaft plünderten nach zeitgenössischen Quellen „den ganzen Tag und schafften fort, was ihnen unbehelligt möglich war“. Nachdem sie im Schloss geschlafen hatte, legte die Mannschaft am nächsten Tag Feuer. Den Schaden am Schloss schätzten die Schiedsleute des Bischofs auf 3600 Gulden, dazu kamen noch 400 Gulden für den Schaden an Fahrnis. Ob dieser Betrag Wolf von Schaumberg tatsächlich vom damaligen Bamberger Fürstbischof Weigand von Redwitz ausgezahlt wurde, ist nicht sicher, da oftmals wesentlich höhere Schadensersatzforderungen gestellt wurden, um zumindest einen annähernd angemessenen Betrag zu erhalten. Das Schloss wurde bis 1530 wieder aufgebaut. 1544 wurde das oberste, etwas überstehende Geschoss des Bergfriedes renoviert.

#### Ausbau und Umbaumaßnahmen

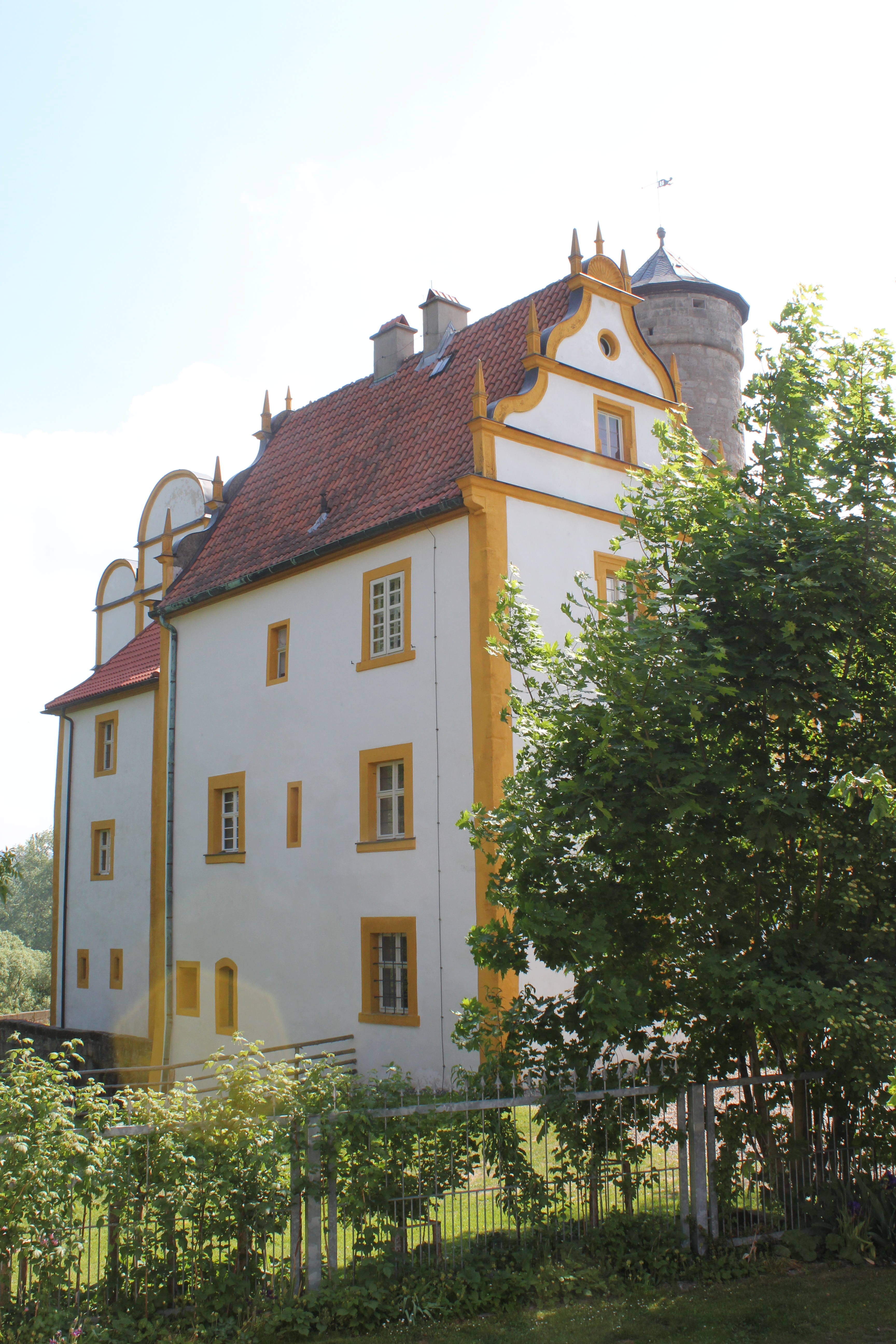
Der um 1600 errichtete Jungfernbau

1570 wurde der Südflügel des Schlosses gebaut und damit die dreiflüglige Anlage zu einem Bau mit quadratischem Grundriss und kleinem Innenhof ergänzt. Um 1600 ließ Achaz Georg von Schaumberg den westlichsten Wohntrakt, den sogenannten Jungfernbau, errichten, der zunächst baulich dem Schloss nicht direkt angeschlossen war. Während des Dreißigjährigen Kriegs von 1618 bis 1648 war das Schloss häufig unbewohnt. Diesen Umstand nutzte die Weismainer Bevölkerung 1632 aus, um das Schloss zu plündern.
1644 fiel das Schloss als Pfand an Hans Wilhelm von Streitberg, der dort zusammen mit der Witwe des in der zweiten Hälfte des 17. Jahrhunderts verstorbenen Schaumbergschen Besitzers lebte. Der Sohn des Pfandgebers, Johann Georg von Schaumberg, zog 1719 nach dem Tod seiner Mutter in das Schloss. Seine Kinder erhielten das Schloss als Erbe, vermutlich durch Kauf wurde der jüngere Sohn, Heinrich Carl, alleiniger Schlossbesitzer. Als dieser 1736 die katholische Adelige Maria Eleonora Franziska Corona von Werdenstein (1717–1758), Nichte des Freisinger Weihbischofs Franz Ignaz Albert von Werdenstein heiratete, trat er als erster Schaumberger seit der Reformation zur katholischen Kirche über. Seine Vorfahren und seine übrige Familie gehörten dem Protestantismus an. Im Jahr 1742 wurde auf seine Anordnung eine katholische Kapelle eingerichtet. Unter Heinrich Carl von Schaumberg wurde auch das Äußere der Anlage dem Rokokostil angeglichen.

### 1858 bis zur Gegenwart

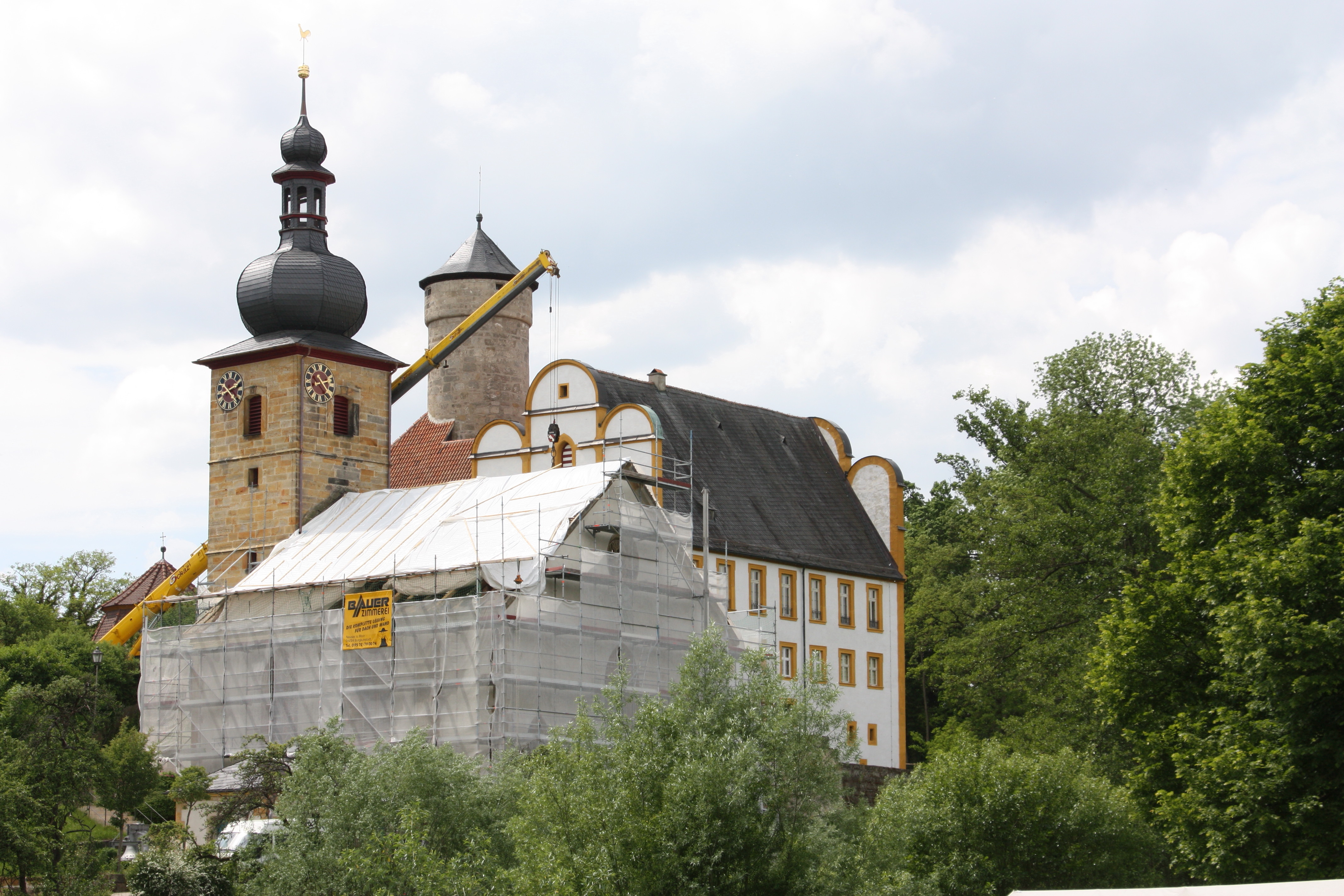
Das Schloss Strössendorf von Norden aus gesehen. Davor die Schlosskirche St. Katharina während der Renovierung im Jahr 2012

Die Erben Heinrich Carls waren überwiegend Angestellte (meist Oberjägermeister) am Hof des Bischofs von Bamberg. Der nächste Bewohner des Schlosses war der Urenkel Heinrich Carls in der ersten Hälfte des 19. Jahrhunderts, der im Jahr 1858, ein Jahr vor seinem Tod, das Schloss an Franz Friedrich Karl von Seckendorff-Aberdar aus Unternzenn verkaufte. Etwa um 1870 wurde der Treppenbau am Nordwestflügel errichtet und der Jungfernbau an das Schloss angeschlossen. Nach dem Tod von Franz Friedrich Karl wurde sein Besitz nach seinem Testament als zwei Familienfideikommisse unter seinen beiden Söhnen aufgeteilt. Das eine umfasste Schloss Strössendorf mit Besitz in Weidnitz und den Ländereien des 1882 abgebrochenen Guts Ortsberg im heutigen Gebiet der Stadt Burgkunstadt; das andere Schloss Kleinziegenfeld und Schloss Trautskirchen. Da einer der beiden Erben kinderlos verstarb, kam der gesamte Besitz an Walter von Seckendorff und nach dessen Tod Mitte des 20. Jahrhunderts an Christoph Freiherr von Seckendorff-Aberdar, der noch Eigentümer des Schlosses ist. Von 2007 bis zum Frühjahr 2012 wurde das Schloss in mehreren Abschnitten umfassend saniert.

## Architektur

### Baugeschichte
Die Baugeschichte des Schlosses Strössendorf umfasst nach Urkunden und Baurechnungen sechs größere Phasen. Die erste Anlage entstand vermutlich im 13. Jahrhundert und ähnelte in ihrem Aussehen einer Burg bzw. einer Festung. Es handelte sich um einen Bau mit massivem Erdgeschoss und überstehenden Fachwerkgeschossen. Statt Fenster waren im Erdgeschoss vermutlich nur Schießscharten eingelassen; den Zugang zu den oberen Geschossen ermöglichte eine Holztreppe im Inneren des Hauses. Dem Gebäude war im Südosten ein Rundturm vorgelagert, das Kernstück der Verteidigungsanlage, die aus einem Wall und einem Palisadenzaun im Osten, Süden und Westen und einem teilweise gemauerten Steilabfall zum Main im Norden bestand. Der Zugang zum Grundstück erfolgte vermutlich mittels einer Holzbrücke über den Graben im Westen.
Erstmals um- oder neugebaut wurde der Ansitz in der zweiten Hälfte des 14. Jahrhunderts unter den Marschalks von Kunstadt. Der Grund dafür war vermutlich eine vorhergehende Zerstörung. Das Gut wurde, teils mit Wiederverwendung alten Materials, in der Nordwestecke um einen Anbau, vermutlich eine Erweiterung der Kemenate, ergänzt und es entstand der Bergfried. Dieser Komplex hatte mit einer den Hof umschließenden Mauer einen nahezu quadratischen Grundriss. In der Nordwestecke war ein zweistöckiger Rundturm vorgelagert und im Erdgeschoss wurden teilweise Tonnengewölbe eingezogen. Die damals noch bestehende oder gerade errichtete Kapelle (erwähnt 1408) befand sich vermutlich an der Stelle des heutigen Jungfernbaus und war durch weitere Verteidigungsanlagen geschützt.
Zwischen 1415 und 1525 fand mit Unterbrechungen unter den Schaumbergs die dritte Bauphase statt. Unter Michael von Schaumburg wurde der Ansitz im Nordosten und Südwesten erweitert, wobei der Südwestflügel vermutlich nur aus Holz errichtet wurde. Etwa gleichzeitig wurde auch ein innerer Treppenturm sowie der Westflügel gebaut, der bis an den Halsgraben heranreichte. Der Zugang im Westen, bei dem die Brücke durch eine Zugbrücke ersetzt worden war, war fortan durch die umwehrte Kapelle und den Westflügel gesichert. Ein zweiter Zugang wurde mit einem Tor im Osten, beim Bergfried, geschaffen. Spätestens ab dieser Bauphase verfügte das Schloss auch über einen Brunnen. Deutlich sichtbar sind noch die Giebel am Hauptbau und der untere Teil des Erkers am Südwestflügel.
Die vierte Bauphase dauerte etwa von 1525 bis 1570. Durch die Zerstörung im Bauernkrieg war ein kompletter Neubau des Ansitzes notwendig geworden, der bis auf einige Außenmauern durch Feuer zerstört worden war. Der Nordostflügel wurde im Jahr 1525 mit zwei neuen Obergeschossen versehen und der ehemals hölzerne Südwestflügel 1570 durch einen massiven Bau mit Erker ersetzt. Anstelle des inneren Treppenturms wurde ein schräger Verbindungsgang errichtet und die Mauer mit Wehrgang im Süden zu einem Wohntrakt ausgebaut. Auch eine protestantische Hauskapelle wurde errichtet. Unter Achaz Georg Wolf von Schaumburg wurde in den Jahren zwischen 1595 und 1620 der dreigeschossige Jungfernbau mit Satteldach und mehrfach geschwungenen, mit Muschelabschlüssen und Zierobelisken verzierten Giebeln errichtet. Ebenso ordnete er den Bau des Treppenturms an, der noch heute der Hauptzugang zum Schloss ist, und ließ die Fenster vergrößern.

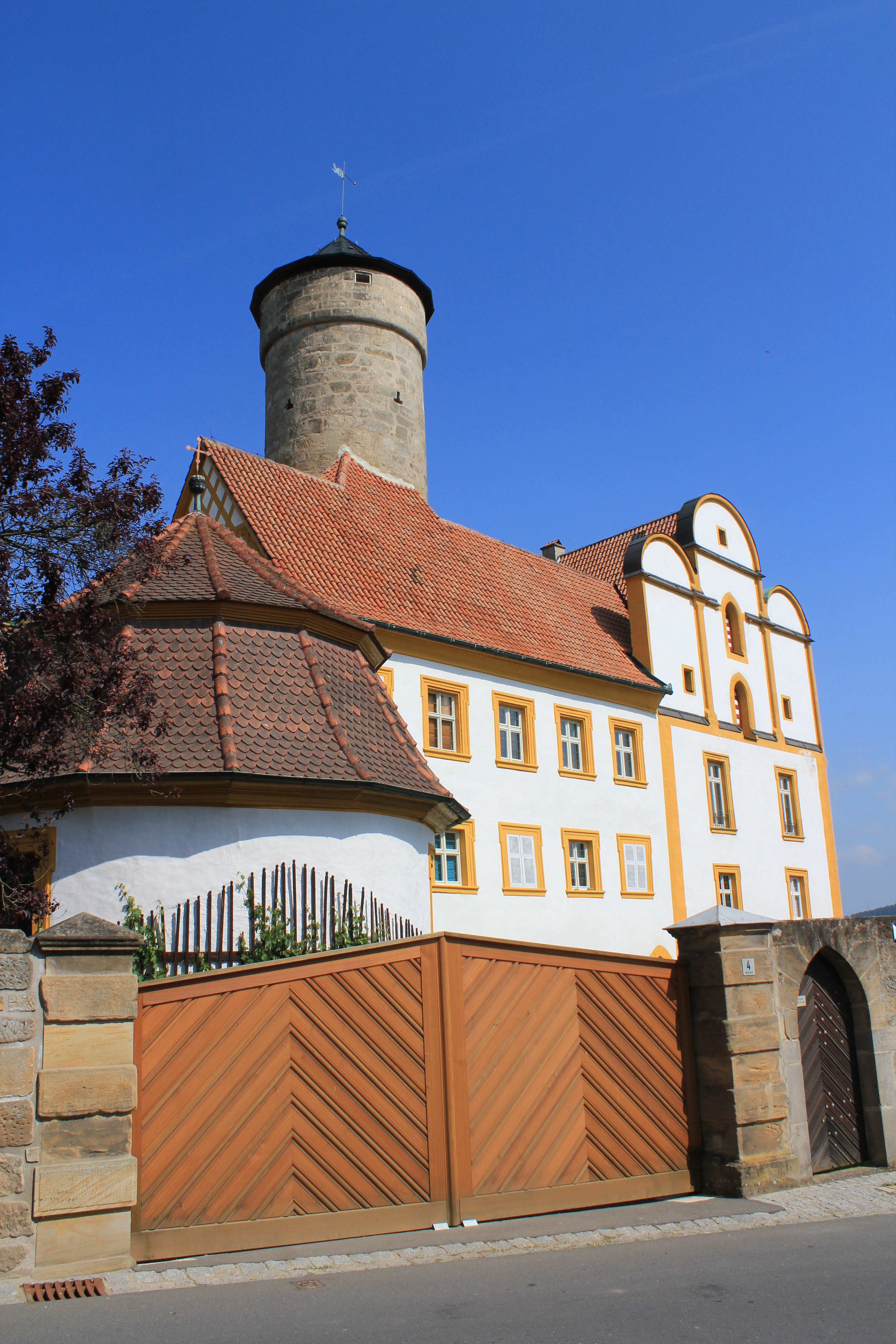
Blick auf den Südostflügel des Schloss Strössendorf, Gut zu erkennen der Bergfried und links die katholische Kapelle

Gestaltet wurde das Schloss in sein heutiges Aussehen im Barock  und Rokoko. In den Jahren zwischen 1736 und 1750 wurde die Fassadengestaltung teilweise vereinheitlicht und Fenster und Decken in mehreren Innenräumen mit Stuckverzierungen versehen. Erst in dieser Zeit wurden die Räume der Flügel miteinander verbunden, so dass man, um in einen anderen Trakt zu gelangen, das Innere des Schlosses nicht mehr verlassen musste.  Im Jahr 1742 wurde der Wehrturm in der Südecke bis auf das unterste Geschoss abgebrochen und in eine katholische Kapelle mit zehneckigem Mansarddach und Kuppelabschluss umgestaltet. Die Wände und die Decke sind mit einem illusionistischem Gemälde geschmückt, das an Werke von Giovanni Francesco Marchini erinnert. Der leicht exponierte Jungfernbau wurde im 19. Jahrhundert mit dem Schloss verbunden.

### Baubeschreibung - Das heutige Schloss

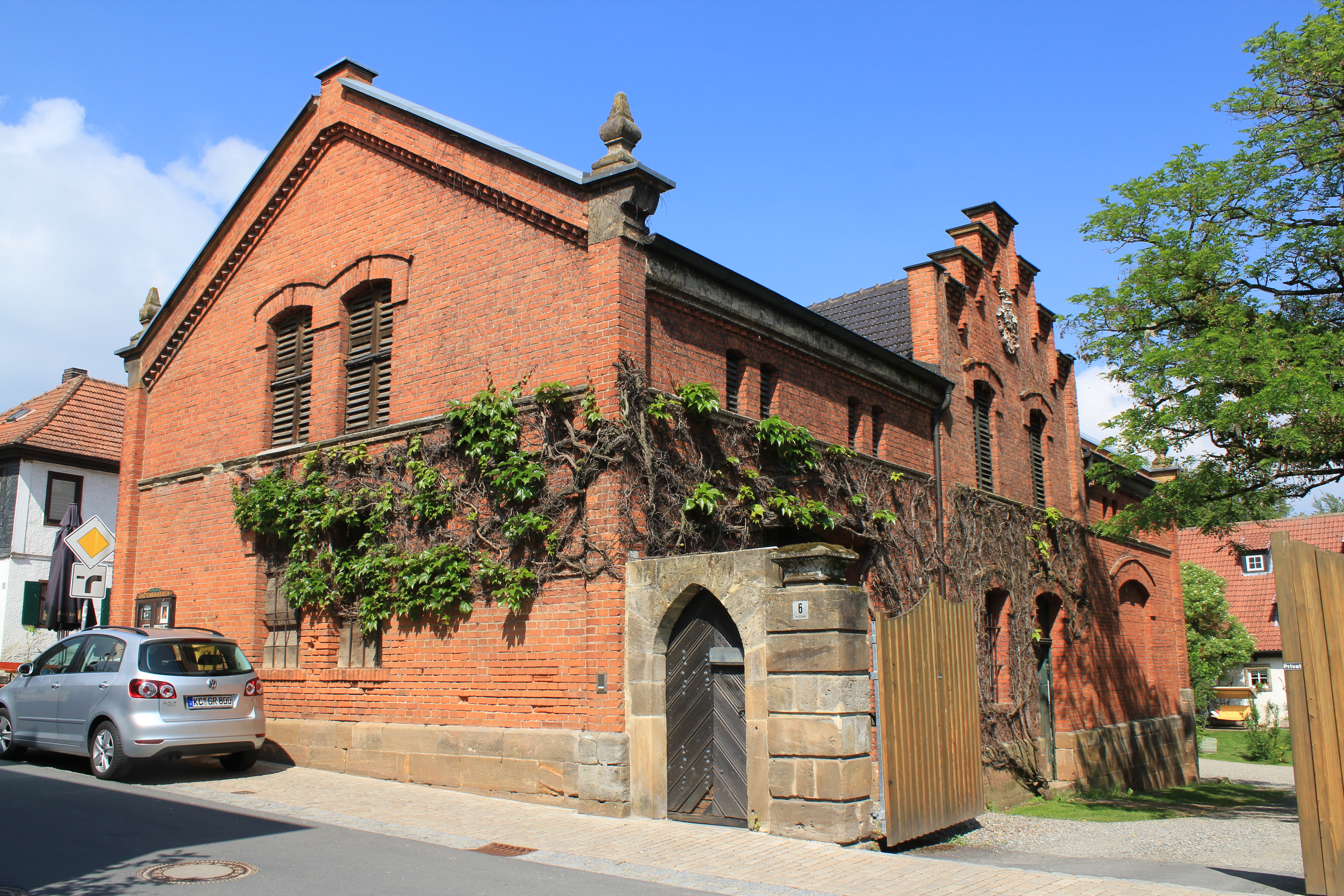
Die ziegelsteinerne Scheune im Ökonomiehof des Schloss Strössendorf

Das Schloss Strössendorf gliedert sich in das eigentliche Schloss der Ökonomie und zwei Gebäudegruppen. Die vier Ecken des Schlosses sind exakt in die vier Himmelsrichtungen ausgerichtet, ansonsten ist der Bau eher unregelmäßig aus mehreren Baukörpern unterschiedlicher Größe und Höhe gestaltet. Die vier Hauptflügel umschließen einen engen Lichthof.  Der Jungfernbau und die katholische Kapelle im Erdgeschoss des ehemaligen Turms sind leicht exponiert.
Innen sind Baustile aus allen Bauepochen erhalten geblieben. Die Kellergewölbe im Untergeschoss sind mittelalterlichen Ursprungs, in den übrigen Stockwerken befinden sich gotische, üppig profilierte Holzdecken und -wände, so in der großen Halle im Nordostflügel und im Bergfried. Im ersten Stock des Westflügels haben im Renaissancestil gestaltete Räume wie die große Eingangshalle mit gedrehten Säulen. Aus der letzten Bauphase sind zahlreiche Räume mit barocken Stuckdecken erhalten geblieben.
Südwestlich des Schlosses befindet sich der Wirtschaftshof mit einem Wohnstallgebäude mit Walmdach und Remisen aus dem 18. Jahrhundert sowie einer in historizistischem Stil aus Ziegeln errichteten Scheune mit dem Seckendorff-Wappen.